# Zygia latifolia
Zygia latifolia är en ärtväxtart som först beskrevs av Carl von Linné, och fick sitt nu gällande namn av William Fawcett och Alfred Barton Rendle. Zygia latifolia ingår i släktet Zygia och familjen ärtväxter.

## Underarter
Arten delas in i följande underarter:
- Z. l. controversa
- Z. l. glabrata
- Z. l. lasiopus
- Z. l. latifolia